# Louis Prud'homme-Havette
Louis Prud'homme-Havette est un homme politique français né le 8 septembre 1834 à Étain (Meuse) et décédé le 24 novembre 1904 à Étain.

## Biographie
Fils d'épiciers puis de vendeur de chapeaux, il épouse en 1857 Alice Havette, 17 ans, rajoutant son nom au sien. Il développe alors l'entreprise paternelle et en reprend la direction. Il est élu juge du tribunal de commerce de Verdun en 1875, et fervent républicain notamment après la guerre de 1870, où il peut voir Napoléon III dans le village pendant quelques heures avant de fuir face à l'avancée prussienne. Il entre dans la commission s'occupant des dégâts de guerre de la localité en 1871 et fait construire un monument aux morts. Il entre au conseil municipal en 1874 puis il est élu maire en 1878.
Il devient conseiller général du canton d'Étain en 1883. Il se présente ensuite à la succession de Charles Buvignier, devenu sénateur, en 1894 face à deux autres républicains modérés, dont Louis Maury, maire de Verdun et soutenu par l'évêché et les conservateurs en l'absence de candidats. Il s'inscrit au groupe des Républicains progressistes. Il est réélu en 1898 sans concurrent. Il n'intervient presque pas dans l'hémicycle mais est très actif dans les différentes commissions. En 1902, il est battu avec les deux républicains face aux nationalistes, lui-même étant battu par Léonce Rousset officier en disgrâce.  Il fait alors face à une vague d'antisémitisme à son égard. Il renonce à rentrer au Sénat en décembre après l'arrivée de Poincaré. Lors de ses obsèques, celui-ci est présent et lui rend hommage comme un républicain dévoué. Son fils, Joachim Ernest Prudhomme-Havette succède à son père comme conseiller général en février 1905, siège qu'il garde jusqu'à sa mort lui-aussi.

## Sources
- « Louis Prud'homme-Havette », dans le Dictionnaire des parlementaires français (1889-1940), sous la direction de Jean Jolly, PUF, 1960 [détail de l’édition]
- Dir. Jean El Gammal, François Roth et Jean-Claude Delbreil, Dictionnaire des Parlementaires lorrains de la Troisième République, Metz, Serpenoise, 2006 (ISBN 2-87692-620-2, OCLC 85885906, lire en ligne), p. 251-252